# Hadeloga von Kitzingen

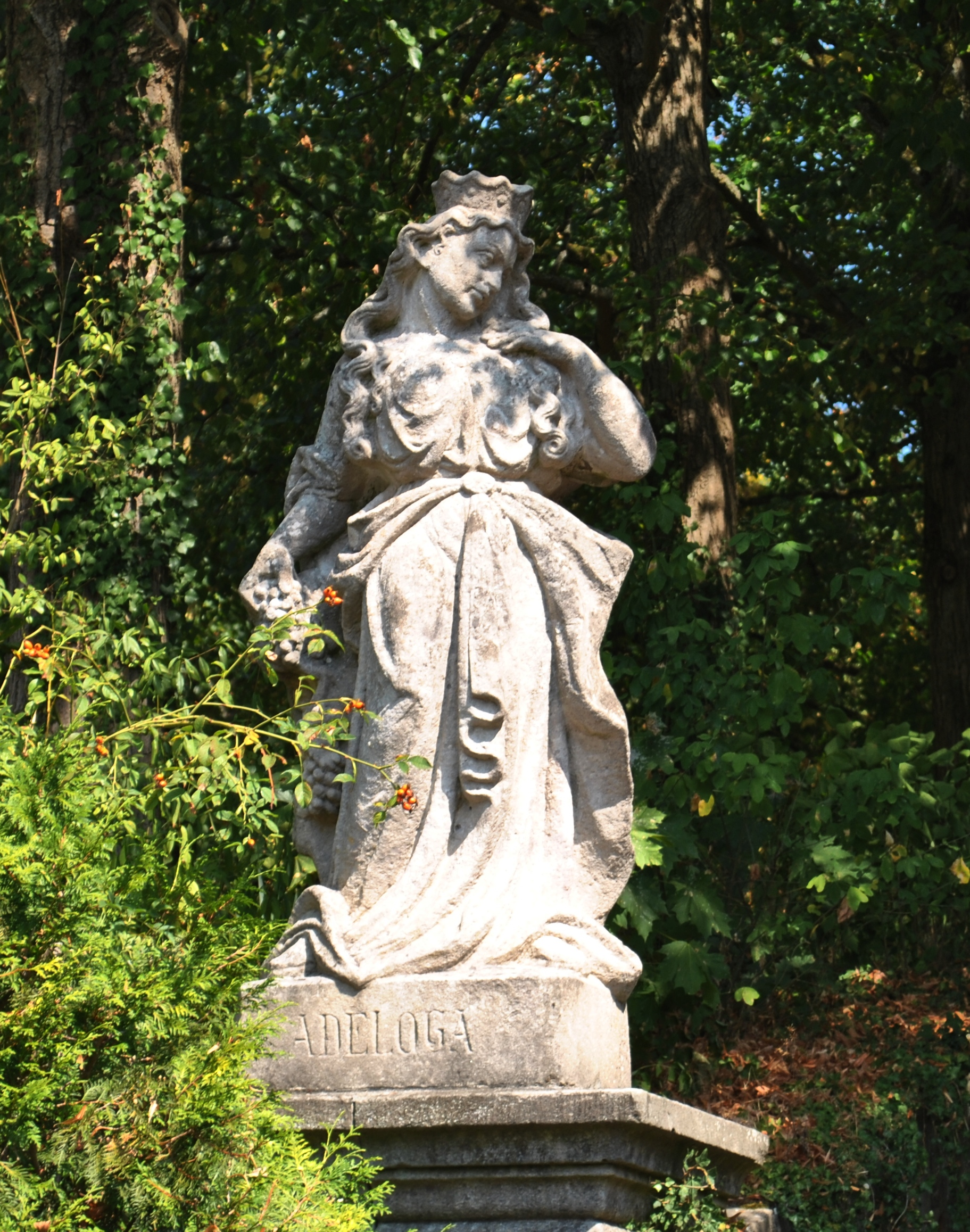
Künstlerische Darstellung der Hadeloga, Schlosspark Schwanberg, Carlo Müller um 1935

Hadeloga von Kitzingen (auch Adeloga, Hadelauga, Adelheid; † 18. April 750 wohl in Kitzingen) war ab etwa 745 erste (Laien-)Äbtissin des Benediktinerinnenklosters Kitzingen, später wurde sie heiliggesprochen. Heute gilt die Existenz der Hadeloga als erwiesen, ihr Abbatiat in Kitzingen ist allerdings nur durch mehrere Heiligenviten belegt.

## Leben
In der Legende der Klostergründung wird die heilige Hadeloga als zentrale Figur erwähnt. Die Gründungssage lautet: Prinzessin Hadeloga, auch Adelheid, war eine Tochter des Hausmeiers Karl Martell und seiner Frau Kunechild. Auf der Königsburg auf dem Schwanberg wurde sie aufgezogen. Sie schlug alle Heiratsbewerber aus, weil sie Nonne werden wollte. Der Vater, Karl Martell, vermutete allerdings, dass seine Tochter eine Liebesbeziehung zu seinem Hofkaplan pflegte und verstieß beide von seinem Hof.
Die beiden zogen umher und gründeten an einer Waldlichtung ein Kloster. Der Hofkaplan stiftete all seine Güter dem jungen Konvent und sorgte für den Zuzug von mehreren Nonnen, sodass Hadeloga die erste Äbtissin wurde. Das Kloster erhielt seinen Namen nach dem Hirten Kuccingus, dem Maria erschienen war und der ein geraubtes Lamm aus den Fängen eines Wolfs befreite. Karl Martell bereute indessen sein hartes Vorgehen gegen seine Tochter und dotierte ihre Gründung reichlich.
Eine zweite Version der Sage geht davon aus, dass Hadeloga auf dem Schwanberg am Rande des Steigerwaldes erzogen wurde. Sie soll vom Berg aus ihren Schleier in den Wind gehalten haben. Dort, wo der Schleier niederging, wollte sie ein Kloster gründen. Ein erster Versuch scheiterte und Hadeloga rief „Villsenah“ (Viel zu nah, noch heute eine Flurlage). Beim zweiten Versuch landete der Schleier auf einer Höhe über dem Main. Die Prinzessin rief „Viel zu hoch!“ (hier entstand später Hoheim). Der dritte Anlauf war erfolgreicher: Ein Schäfer namens Kitz fand den Schleier auf einer Wiese am Fluss. Er brachte Hadeloga ihren Schleier und sie gründete das Kloster.
Die Legende wurde im 14. Jahrhundert von der Kitzinger Äbtissin Anna von Heideck tradiert und niedergeschrieben. Die Forschung ist sich jedoch einig, dass Karl Martell keine Tochter mit dem Namen Hadeloga hatte. Der Name ist vielmehr als Sippenname mit dem ostfränkischen Adelsgeschlecht der Mattonen in Verbindung zu bringen, das in der Umgegend mehrere Kloster stiftete. Die Familie versuchte so ihre zweitgeborenen Mitglieder zu versorgen. Die ältere Literatur, insbesondere Johann Baptist Stamminger, ging davon aus, dass Hadeloga mit der Gründerin des Klosters Münsterschwarzach Hruadlaug identisch ist, die ebenfalls der Familie zugerechnet wurde. 
Bei der Klostergründung von Hadeloga hat es sich zunächst vermutlich lediglich um ein Damenstift gehandelt. Die Frauen lebten dort wahrscheinlich nur in einer losen Vita communis. Erst im Zuge der Klostererneuerung durch den heiligen Bonifatius wurde das Kloster eine echte Abtei. Hadeloga wurde mit Thekla von Kitzingen eine geweihte Äbtissin zur Seite gestellt.
In die vermutete Amtszeit der heiligen Hadeloga fiel auch der Besuch des heiligen Sturmius im Kloster. Der Missionar befand sich auf der Rückreise aus dem Benediktinerkloster Monte Cassino, als er von einer Krankheit überrascht wurde. Vier Wochen lang wohnte er im Kloster Kitzingen und wurde dort von den Nonnen gesund gepflegt. Die heilige Hadeloga starb im Jahr 750 und wurde in der Klosterkirche in Kitzingen bestattet.

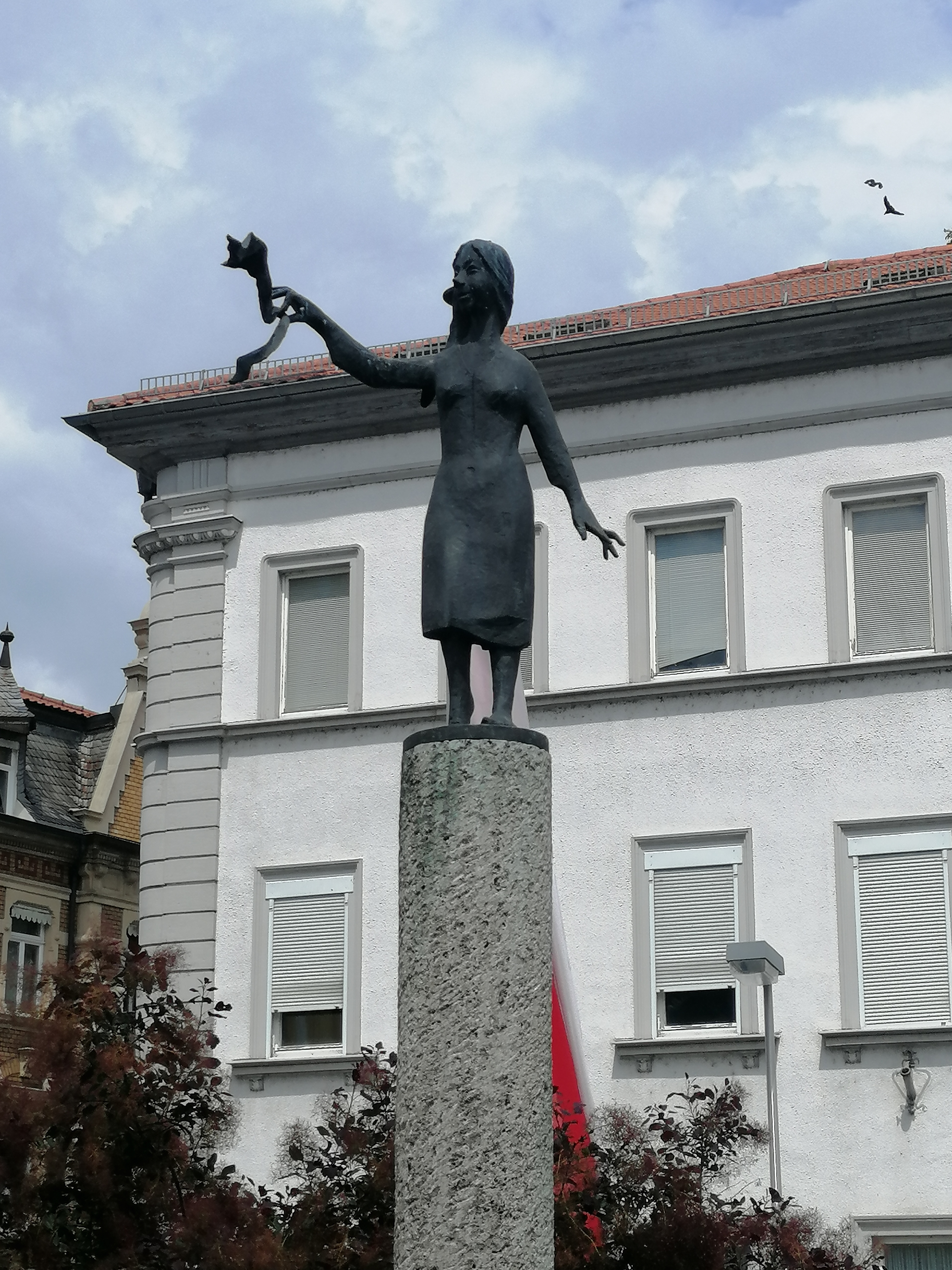
Statue der Hadeloga mit dem Schleier am Gustav-Adolf-Platz in Kitzingen

## Verehrung
Um 820 wurden die sterblichen Überreste der Hadeloga von ihrer Nachfolgerin Schwanhild erhoben und Hadeloga wurde kanonisiert. Das Fest der Heiligen wird am 2. Februar begangen. Die Reliquien der Heiligen lagen bis 1525 im Kloster in Kitzingen, sie wurden während des Deutschen Bauernkrieges zerstört. Hadeloga gilt als Fieberpatronin.